# What's the time, Mr Wolf?
What's the time, Mr Wolf?는 놀이의 일종이다. 주로 영어권 국가에서 행해진다.

## 규칙
한명의 늑대를 정한다. 나머지 플레이어는 일정선에서 대기하다가, "What's the time, Mr Wolf?"라고 묻는다. 늑대는 뒤돌아서서 몇시라고 대답해야 하는데, 늑대가 말한 시간만큼 플레이어는 늑대를 향해 다가간다.(ex) 다섯 시!라고 말하면 다섯 발짝 앞으로 간다) 몇시가 아닌 "Dinner Time!"이라고 대답하면, 그제서야 늑대는 플레이어를 향해 돌아서서 잡아야하며, 나머지 플레이어는 일정선까지 도망간다. 잡힌 플레이어는 다음 늑대가 된다.

## 같이 보기
- 무궁화 꽃이 피었습니다